# Baccio Baldini
Baccio Baldini oppure Baccio Bartolomeo Baldini (Firenze, 1436 – Firenze, 1487) è stato un incisore italiano.

## Biografia
Orafo e niellista, Baccio Baldini fu il primo a Firenze ad assumere il ruolo di incisore professionista, riproducendo disegni propri o di altri autori, in particolare di Maso Finiguerra, Sandro Botticelli o di artisti tedeschi.
Nel 1477 decorò il Monte sancto di Dio di Antonio Bettini e nel 1481 la Commedia di Dante Alighieri.

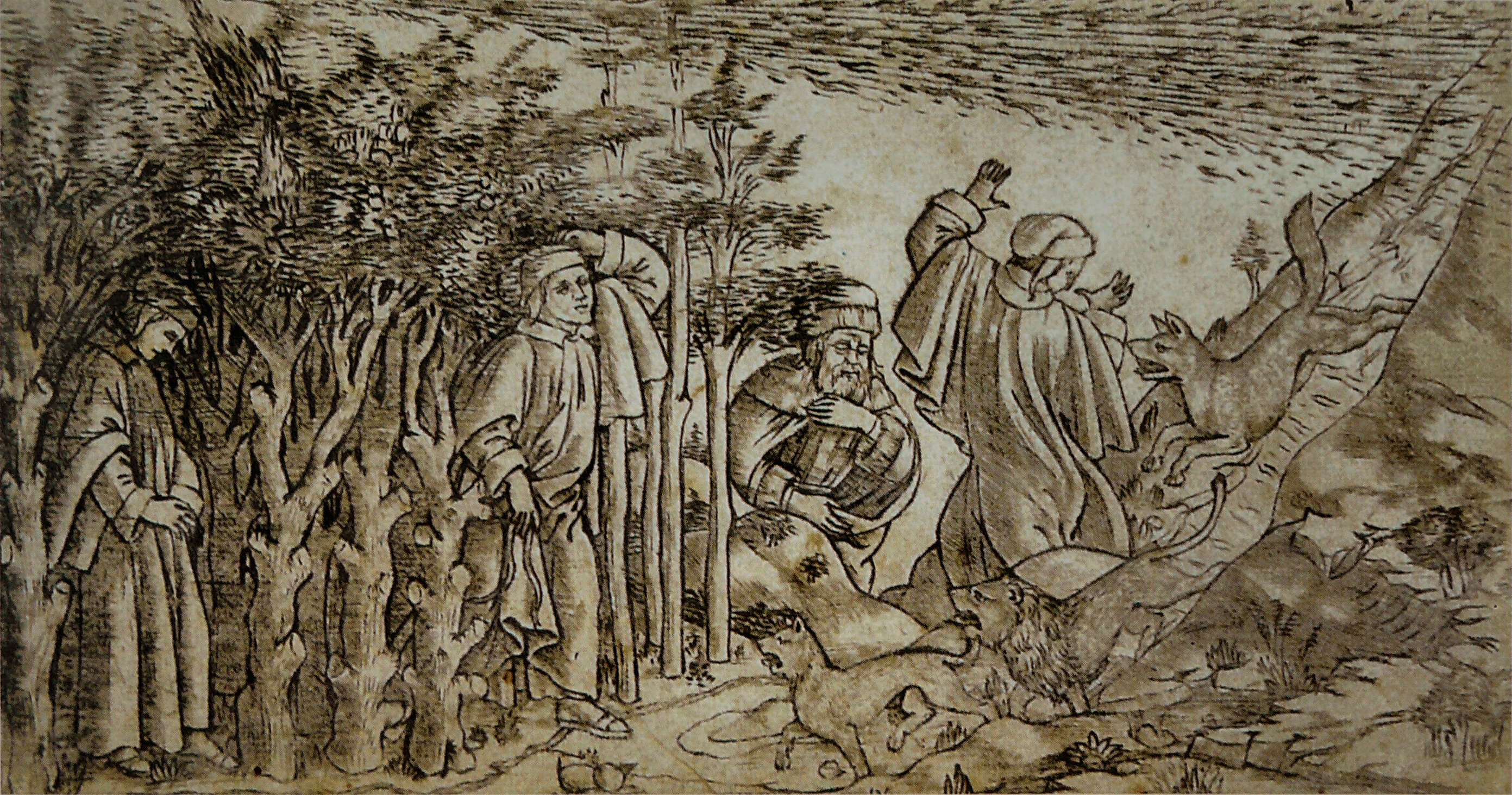
Inferno, 1481 ca.